# Gropp Zaunkönig
Der Gropp Zaunkönig war ein in der Weimarer Republik entwickeltes, motorgetriebenes Gleitflugzeug, von dem nur ein Exemplar gebaut wurde.

## Entwicklung
Herbert Gropp entwarf diesen Motorgleiter 1930 während seines Studiums an der Chemnitzer Staatlichen Akademie für Technik, um den Mitgliedern von dessen Flugtechnischer Arbeitsgemeinschaft (FAG) ein Fluggerät für die praktische Schulung zur Verfügung stellen zu können. Den Bau bewerkstelligte er auf dem Grundstück seiner Eltern in Siebenhöfen bei Geyer. Als Antrieb entschied er sich für einen Motorradmotor von J.A.P., der 9 PS bei 1200/min leistete und anfangs eine am Boden verstellbare Druckluftschraube aus Duraluminium antrieb, doch entschied sich Gropp bald dafür, diese durch eine Holzluftschraube zu ersetzen. Die Konstruktion bestand im Wesentlichen aus dem Rumpfboot mit dem Triebwerk im hinteren Bereich und dem durch Streben mit dem Rumpf verbundenen Leitwerk. Als Fahrwerk diente eine gefederte Kufe. Der Gleiter konnte noch 1930 vollendet werden und Gropp führte auf dem Flughafen Chemnitz per Gummiseilstart den ersten Flug von 200 m Länge in etwa 1 m Höhe durch. Da Gropp aber lediglich im Besitz des Gleitfliegerscheins A war und sein Flugzeug auch keine Zulassung besaß, wurden ihm von der Flugplatzbehörde weitere Versuche untersagt. Er übereignete es deshalb der FAG Chemnitz, die es am 7. Dezember 1930 in einer Zeremonie in Anwesenheit des Professorenkollegiums der Akademie auf den Namen Zaunkönig taufte.
Gropp beendete im März 1931 erfolgreich sein Studium und trat im Anschluss eine Anstellung in der Versuchsabteilung der Zschopauer Motorenwerke an, wo es ihm gelang, bei dem Oberingenieur der Abteilung für Rennsport, August Prüssing, das Interesse für den Zaunkönig zu wecken, so dass dieser ihm einen selbstkonstruierten Boxermotor als neuen Antrieb zur Verfügung stellte, der bei gleicher Leistung wie der J.A.P.-Motor aber lediglich 17 kg wog. Die Studenten der FAG fertigten dafür eine neue Holzluftschraube an und nahmen einige Änderungen am Gleiter vor; so wurde als Verstärkung eine zusätzliche Strebe vom Rumpfheck zur Seitenflosse eingezogen. Solchermaßen modifiziert wurde der Zaunkönig am 27. September 1931 von Hans-Joachim von Hippel, einem ehemaligen Jagdflieger des Ersten Weltkriegs, vor einem Publikum auf dem Flugplatz Chemnitz öffentlich geflogen. Der Zaunkönig erwies sich dabei als vollständig eigenstartfähig und flugstabil.
Nach von Hippels Erfahrungen bei diesen Flügen erhielt das Flugzeug im Jahr darauf modifizierte Querruder aus Stahlrohr sowie für die Flügelvorderkante eine Sperrholzbeplankung. Flüge wurden jedoch nicht mehr durchgeführt und der in den Räumen des Chemischen Instituts untergestellte Zaunkönig wies nach einiger Zeit gravierende Lagerschäden durch eindringende Feuchtigkeit, die die Leimverbindungen angriff, auf. Schließlich wurde im Mai 1933 eine Tragfläche abgebaut, um als Anschauungsmaterial der Akademie Verwendung zu finden. Das bedeutete gleichzeitig das Ende des Zaunkönigs, der, vom kurzen Erstflug Gropps im Jahr 1930 abgesehen, insgesamt nur zehn Flüge mit von Hippel absolviert hatte. Allerdings diente er später dem ebenfalls in der FAG Chemnitz tätigen Hans Wünscher als Anregung für die Konstruktion des Motorseglers C 10.

## Aufbau
Der Zaunkönig war ein verstrebter Schulterdecker. Der Rumpf bestand aus einem mit Holz versetzten Stahlrohrfachwerk, das teils mit Stoff bespannt und teils mit Holz verkleidet war. Die Kabine wurde durch eine ausgeformte Haube abgedeckt, die sich zwar aerodynamisch an die Rumpfkonturen anschmiegte, aber eine sehr eingeschränkte Sicht nach vorn bot. Der Motor befand sich hinter dem Flugzeugführer mittig an der hinteren Flügelkante, der dazugehörige Fallbenzintank war in dem darüber befindlichen Spannturm integriert.
Die Tragfläche war zweiteilig ausgeführt und bestand aus einem Holzgerüst mit einem Haupt- und einem Hilfsholm. Die Flügelvorderkante war anfangs mit Karton verkleidet, das später durch Sperrholz ersetzt wurde. Das Leitwerk war durch je zwei Streben am Rumpf und am hinteren Tragflächenholm befestigt. Aufgrund der mangelnden Steifigkeit der Seitenflosse wurde diese später mit einer zusätzlichen Strebe, die zum unteren Rumpf hin verlief, verstärkt. Das Fahrwerk bestand lediglich aus einer mit sechs Federbeinen an der Rumpfunterseite angebrachten Kufe.

## Technische Daten
| Kenngröße              | Daten |
| ---------------------- | --- |
| Besatzung              | 1 |
| Spannweite             | 13,00 m |
| Länge                  | 5,85 m |
| Höhe                   | 2,5 m |
| Flügelfläche           | 15,0 m² |
| Flügelstreckung        | 11,3 |
| Flächenbelastung       | 14,6 kg/m² |
| Leistungsbelastung     | 24,4 kg/PS |
| Rüstmasse              | ≈130 kg |
| Startmasse             | 220 kg |
| 1. Antrieb             | ein luftgekühlter Zweizylinder-Zweitakt-V-Motor J.A.P. (600 cm³) mit verstellbarer Zweiblatt-Duralumin- oder starrer Holzluftschraube (⌀ 2,35 m) |
| 2. Antrieb             | ein luftgekühlter Zweizylinder-Zweitakt-Boxermotor DKW Prüssing (586 cm³) mit starrer Holzluftschraube (⌀ 1,6 m)                                 |
| Leistung               | beide 9 PS (7 kW) |
| Höchstgeschwindigkeit  | 55 km/h |
| Reisegeschwindigkeit   | 50 km/h |
| Mindestgeschwindigkeit | 39 km/h |